# Uherské Hradiště-i járás

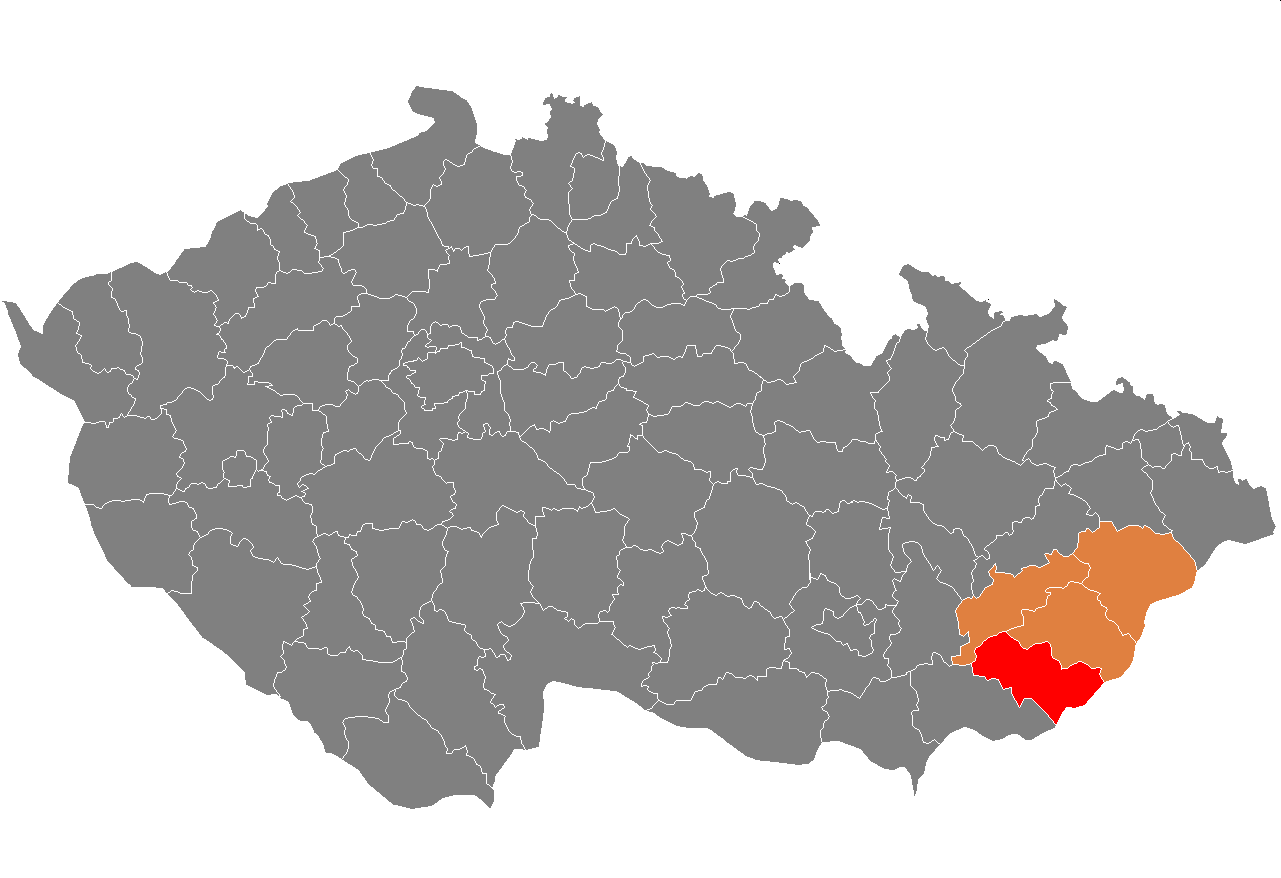
Az Uherské Hradiště-i járás

Az Uherské Hradiště-i járás (csehül: Okres Uherské Hradiště) közigazgatási egység Csehország Zlíni kerületében. Székhelye Uherské Hradiště város. Lakosainak száma 145 840 fő (2009). Területe 991,37 km².

## Városai, mezővárosai és községei
A városok félkövér, a mezővárosok dőlt, a községek álló betűkkel szerepelnek a felsorolásban.
Babice •
Bánov •
Bílovice •
Bojkovice •
Boršice u Blatnice •
Boršice •
Břestek •
Březolupy •
Březová •
Buchlovice •
Bystřice pod Lopeníkem •
Částkov •
Dolní Němčí •
Drslavice •
Hluk •
Horní Němčí •
Hostějov •
Hostětín •
Hradčovice •
Huštěnovice •
Jalubí •
Jankovice •
Kněžpole •
Komňa •
Korytná •
Košíky •
Kostelany nad Moravou •
Kudlovice •
Kunovice •
Lopeník •
Medlovice •
Mistřice •
Modrá •
Nedachlebice •
Nedakonice •
Nezdenice •
Nivnice •
Ořechov •
Ostrožská Lhota •
Ostrožská Nová Ves •
Osvětimany •
Pašovice •
Pitín •
Podolí •
Polešovice •
Popovice •
Prakšice •
Rudice •
Salaš •
Slavkov •
Staré Hutě •
Staré Město •
Starý Hrozenkov •
Strání •
Stříbrnice •
Stupava •
Suchá Loz •
Šumice •
Sušice •
Svárov •
Topolná •
Traplice •
Tučapy •
Tupesy •
Uherské Hradiště •
Uherský Brod •
Uherský Ostroh •
Újezdec •
Vápenice •
Vážany •
Velehrad •
Veletiny •
Vlčnov •
Vyškovec •
Záhorovice •
Žítková •
Zlámanec •
Zlechov

## Fordítás
- Ez a szócikk részben vagy egészben  az   Uherské Hradiště District című angol Wikipédia-szócikk ezen változatának fordításán alapul.  Az eredeti cikk szerkesztőit annak laptörténete sorolja fel. Ez a jelzés csupán a megfogalmazás eredetét és a szerzői jogokat jelzi, nem szolgál a cikkben szereplő információk forrásmegjelöléseként.
- Ez a szócikk részben vagy egészben  az   Okres Uherské Hradiště című cseh Wikipédia-szócikk ezen változatának fordításán alapul.  Az eredeti cikk szerkesztőit annak laptörténete sorolja fel. Ez a jelzés csupán a megfogalmazás eredetét és a szerzői jogokat jelzi, nem szolgál a cikkben szereplő információk forrásmegjelöléseként.